# Continental Micronesia
Continental Micronesia (IATA Code: CS) was een Amerikaanse luchtvaartmaatschappij. Het hoofdkwartier van Continental Micronesia lag in Tamuning op het VS-territorium Guam in de Grote Oceaan. Op Guam had Continental Micronesia haar belangrijkste hub; andere belangrijke knooppunten in het netwerk van Continental Micronesia waren Honolulu en Saipan.
Continental Micronesia werd in 1968 in het leven geroepen en heette aanvankelijk nog Air Micronesia. Het bedrijf werd volledig bestuurd door haar moederbedrijf, Continental Airlines, dat bovendien eigenaar was van alle vliegtuigen. Vanaf 22 december 2010 werden alle vluchten overgenomen door Continental Airlines en stopte Continental Micronesia de facto te bestaan als vliegtuigmaatschappij. Dit werd gedaan om de toekomstige fusie van Continental en United Airlines te vereenvoudigen.

## Bestemmingen
Vanuit haar hub in Guam vloog Continental Micronesia op bestemmen in Azië (Tokio Narita, Taipei, Hongkong, Manilla en enkele andere vliegvelden van minder grote betekenis) , de Verenigde Staten (Los Angeles, Honolulu) en diverse eilanden in de Grote Oceaan (Palau, Micronesia, de Marianen en de Marshalleilanden).

## Vloot
Continental Micronesia vloog vanaf begin 2010 uitsluitend met Boeing 737-800 en Boeing 767-400 toestellen, die eigendom waren van Continental Airlines. De vliegtuigen van Continental Micronesia droegen hetzelfde jasje als de toestellen van het moederconcern.
Al deze toestellen hadden de zogenaamde 'Pacific Configuration', een speciale configuratie die beter aansluit bij de behoefte in het Pacifisch gebied. Er is extra ruimte voor de economy-class en minder business-class op de Boeing 767-400 vanwege de vele toeristen die naar Hawaï vliegen.